# Anomaloglossus kaiei
Anomaloglossus kaiei (Kok, Sambhu, Roopsind, Lenglet & Bourne, 2006) è un anfibio anuro, appartenente alla famiglia degli Aromobatidi.

## Etimologia
L'epiteto specifico è stato dato in onore di Kaie, grande capo della tribù Patamona,
che ha dato il nome anche alle cascate Kaieteur. Secondo la leggenda, Kaie, per salvare il suo popolo dallo sterminio da parte di una tribù guerriera, i Caribi, sacrificò se stesso al Grande
Spirito Makonaima, buttandosi con una canoa dalle cascate.

## Distribuzione e habitat
È endemica della Sierra de Pacaraima in Guyana. Si trova da 150 a 900 m di altitudine. È possibile la sua presenza nel vicino Brasile.